# Интервью с убийцей
«Интервью́ с уби́йцей» (англ. Interview with the Assassin) — американский кинофильм 2002 года режиссёра Нила Бёргера, псевдодокументальная драма.

## Сюжет
Отставной морской пехотинец Уолтер Олингер (Рэймонд Барри), у которого был диагностирован неизлечимый рак, просит своего соседа — оператора Рона Кобелески (Дилан Хаггерти) задокументировать признание: это Олингер, а не Ли Харви Освальд убил президента Кеннеди. Кобелески узнаёт, что теория заговора, согласно которой на холме был второй стрелок, верна, потому что Олингер был тем вторым стрелком. Чтобы доказать это, Олингер показывает Кобелески стреляную гильзу от винтовки, которую он использовал.
Фильм заканчивается неудачной попыткой Олингера убить нынешнего президента. Позже Кобелески стреляет в Олингера в целях самообороны в его собственном доме. Кобелески арестовывают, обвиняют в соучастии в покушении и отправляют в тюрьму на 3 года. В заключительных титрах говорится, что Кобелески был убит в тюрьме.

## Награды
Фильм получил награду на New York City Independent Film Festival как «Лучший экспериментальный фильм».

## Критика
Критики по разному встретили картину.
- «Интервью с убийцей» — это удовлетворительная картина, которая, как кастрюля с водой на плите, продолжает нагреваться, пока не взорвется»[2].
- «Бургер решил совершить неприметное путешествие, которое превращается в столь же бесполезное путешествие для головы»[3].

Рейтинг фильма на Rotten Tomatoes составляет 67 %, на Metacritic — 60.